# ناتاشا پیرس موسار
ناتاشا پیرس موسار (انگلیسی: Nataša Pirc Musar؛ زادهٔ ۹ مهٔ ۱۹۶۸) سیاست‌مدار و رئیس‌جمهوری کنونی اسلوونی (از ۲۳ دسامبر ۲۰۲۲) است. وی قبلتر سمت ریاست صلیب سرخ اسلوونی را داشت.
وی به خاطر ایفای نقشش در آزادی اطلاعات در اسلوونی و وکلات ملانیا ترامپ (همسر دونالد ترامپ) در دادگاه‌های اسلوونی مشهور شد. پیرس موسار برنده انتخابات ریاست جمهوری اسلوونی در نوامبر ۲۰۲۲  شد که وی را اولین رئیس‌جمهور زن اسلوونی می‌کند.